# Tiếng Đông Can
Tiếng Đông Can là một ngôn ngữ Hán được nói chủ yếu ở Kazakhstan và Kyrgyzstan bởi người Đông Can, một dân tộc liên quan đến người Hồi ở Trung Quốc. Mặc dù nó có nguồn gốc từ Quan Thoại Trung Nguyên ở Cam Túc và Thiểm Tây, nhưng nó chủ yếu được viết bằng chữ Kirin và có các từ mượn và cấu trúc không tìm thấy trong các loại Quan thoại hiện đại khác.

## Lịch sử
Người Đông Can ở Kyrgyzstan và Kazakhstan (và các nhóm nhỏ hơn sống ở các quốc gia hậu Xô Viết khác) là hậu duệ của một số nhóm người Hồi di cư đến vào những năm 1870 và 1880 sau thất bại của cuộc nổi dậy Đông Can ở Tây Bắc Trung Quốc. Người Hồi ở Tây Bắc Trung Quốc (thường được các nhà văn phương Tây thế kỷ 19 cũng như các thành viên của các dân tộc Turk ở Trung Quốc và Trung Á gọi là "người Đông Can" hoặc "Tungani") thường nói một phương ngữ tiếng Quan thoại như người Hán ở khu vực (hoặc trong khu vực mà cộng đồng Hồi đã di cư đến). Đồng thời, do lịch sử độc đáo của họ, tiếng nói của họ rất phong phú về thuật ngữ ảnh hưởng từ Hồi giáo, dựa trên các từ mượn từ tiếng Ả Rập, tiếng Ba Tư và các ngôn ngữ Turk, cũng như bản dịch của chúng sang tiếng Trung Quốc. Các thương nhân Hồi có thể sử dụng tiếng Ả Rập hoặc tiếng Ba Tư khi nói chuyện với nhau, để giấu người Hán. Trong khi không phải tạo thành một ngôn ngữ riêng biệt, những từ, cụm từ và lượt nói, được gọi là Huihui hua (回回話, Hồi Hồi thoại, "tiếng nói của người Hồi"), được dùng để đánh dấu danh tính nhóm. Những du khách đầu thế kỷ 20 đến Tây Bắc Trung Quốc nhận thấy, "Người Hồi Trung Quốc ở một mức độ nào đó có từ vựng và lối nói riêng".
Vì người Đông Can ở Đế quốc Nga, và thậm chí ở Liên Xô, bị cô lập khỏi Trung Quốc, ngôn ngữ của họ đã trải qua những ảnh hưởng đáng kể từ tiếng Nga và nhóm tiếng Turk của các nước láng giềng. Khi Dru C. Gladney, người đã trải qua mấy năm làm việc với người Hồi ở Trung Quốc, đã gặp gỡ người Đông Can ở Almaty vào năm 1988, ông mô tả những trãi nghiệm như nói bằng "một phương ngữ Cam Túc trộn lẫn kết hợp từ vựng tiếng Thổ và tiếng Nga".

## Sự hiểu thông hiểu với tiếng địa phương
Có nhiều mức độ khác nhau về sự thông hiểu lẫn nhau giữa tiếng Đông Can và các phương ngữ Quan thoại khác nhau. Người Đông Can có thể hiểu các phương ngữ Quan thoại Thiểm Tây và Cam Túc. Mặt khác, những người nói tiếng Đông Can như Yasyr Shivaza và những người khác đã ghi nhận rằng người Trung Quốc nói phương ngữ Bắc Kinh có thể hiểu tiếng Đông Can, nhưng người Đông Can không thể hiểu Quan thoại Bắc Kinh.

## Nhân khẩu học
Tiếng Đông Can được nói chủ yếu ở Kyrgyzstan, cũng như ở Nga, Kazakhstan và Uzbekistan. Dân tộc Đông Can là hậu duệ của những người tị nạn từ Trung Quốc di cư về phía tây vào Trung Á.
Theo điều tra dân số của Liên Xô từ năm 1970 đến 1989, người Đông Can duy trì việc sử dụng ngôn ngữ dân tộc của họ thành công hơn nhiều so với các nhóm dân tộc thiểu số khác ở Trung Á; tuy nhiên, trong thời kỳ hậu Xô Viết, tỷ lệ người nói tiếng Đông Can dường như đã giảm mạnh.

## Hệ thống chữ viết
Tiếng Đông Can hiện đại là tiếng Hán duy nhất được viết bằng chữ Kirin, vì họ sống dưới sự cai trị của Liên Xô. Chữ viết này là một bảng chữ cái dựa trên chữ Nga cộng với năm kí tự đặc biệt: Җ, Ң, Ү, Ә và Ў. Như vậy, nó khác một chút so với hệ thống Palladius thường được sử dụng ở Nga để viết tiếng Trung Quốc bằng chữ Kirin. 

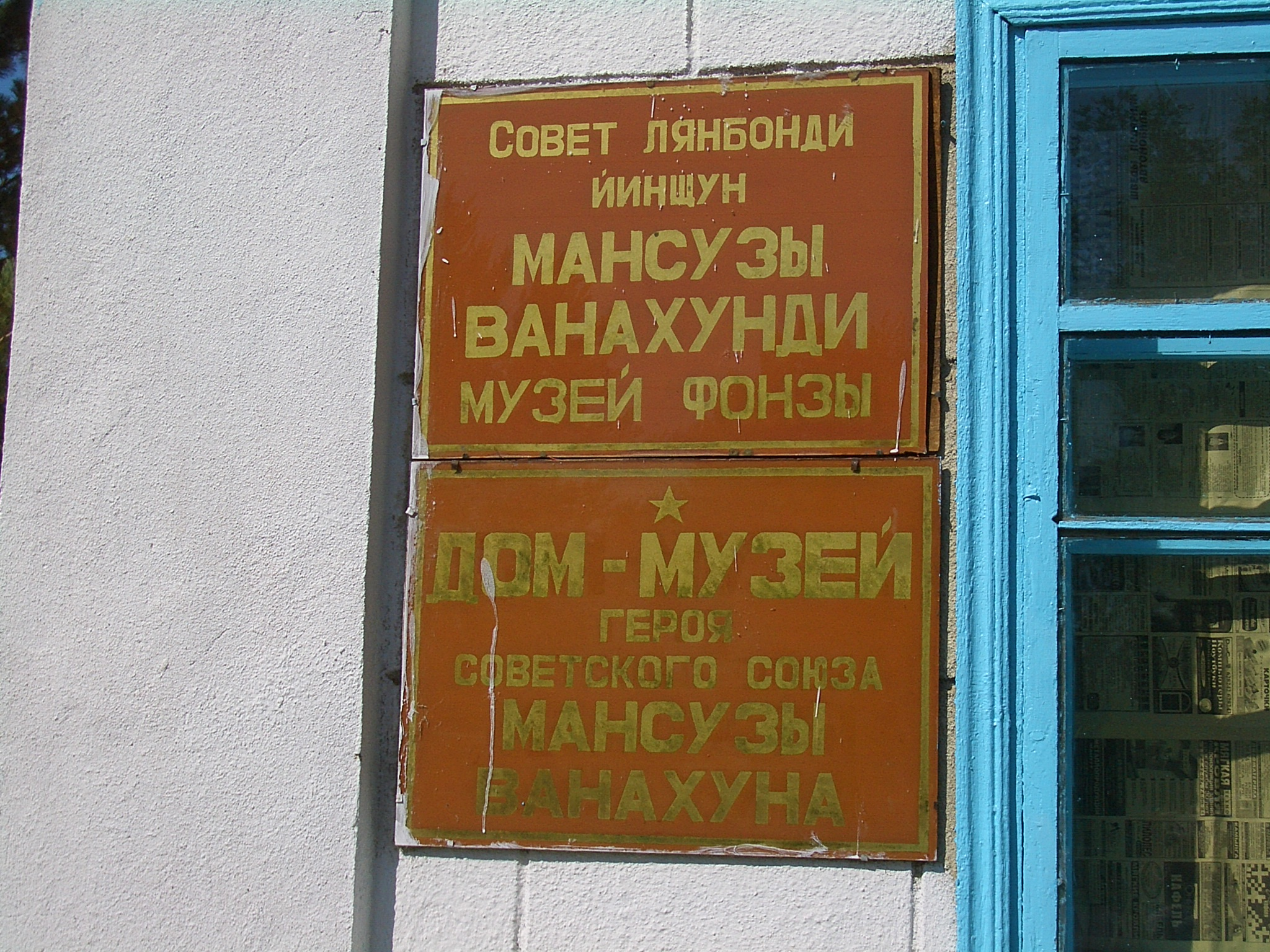
Ký hiệu song ngữ bằng tiếng Nga và tiếng Đông Can tại nhà của anh hùng chiến tranh Liên Xô Mansuzy Vanakhun.

Tiếng Đông Can độc đáo ở chỗ nó là một ngôn ngữ hiếm hoi thuộc nhóm tiếng Trung không viết bằng chữ Hán. Người Đông Can là hậu duệ người Hồi Hồi giáo, ban đầu viết thứ chữ viết dựa trên chữ Ả Rập có tên là Tiểu nhi kinh. Liên Xô đã cấm tất cả các chữ viết Ả Rập vào cuối những năm 1920, dẫn đến sự ra đời một biến thể Latinh. Chữ Latinh được sử dụng đến năm 1940, chính phủ Liên Xô ban hành hệ thống dựa trên chữ Kirin hiện nay. Tiểu Nhi Kinh hiện gần như biến mất trong xã hội Đông Can, nhưng nó đôi lúc vẫn được sử dụng bởi một số cộng đồng người Hồi ở Trung Quốc.
Hệ thống chữ viết dựa trên phương ngữ '3 thanh điệu' chuẩn. Dấu thanh hoặc số đếm không xuất hiện trong văn bản mục đích chung, nhưng được định rõ trong từ điển, ngay cả đối với các từ mượn.